# Le strenne di Pallottolino
Le strenne di Pallottolino (Les Étrennes de Bout-de-Zan) è un cortometraggio muto del 1913 diretto da Louis Feuillade.

## Produzione
Il film fu prodotto dalla Société des Etablissements L. Gaumont.

## Distribuzione
Distribuito dalla Société des Etablissements L. Gaumont, uscì nelle sale cinematografiche francesi nel dicembre 1913.